# Богатовка (Пермский край)
Богатовка — деревня в Чернушинском районе Пермского края. Входит в состав Калиновского сельского поселения.
Находится примерно в 22 км к северо-востоку от центра города Чернушки.

## Население
В 2005 году численность населения составляла 3 человека.
По результатам переписи 2010 года численность населения составила 2 человека (двое мужчин).